# South African Airways

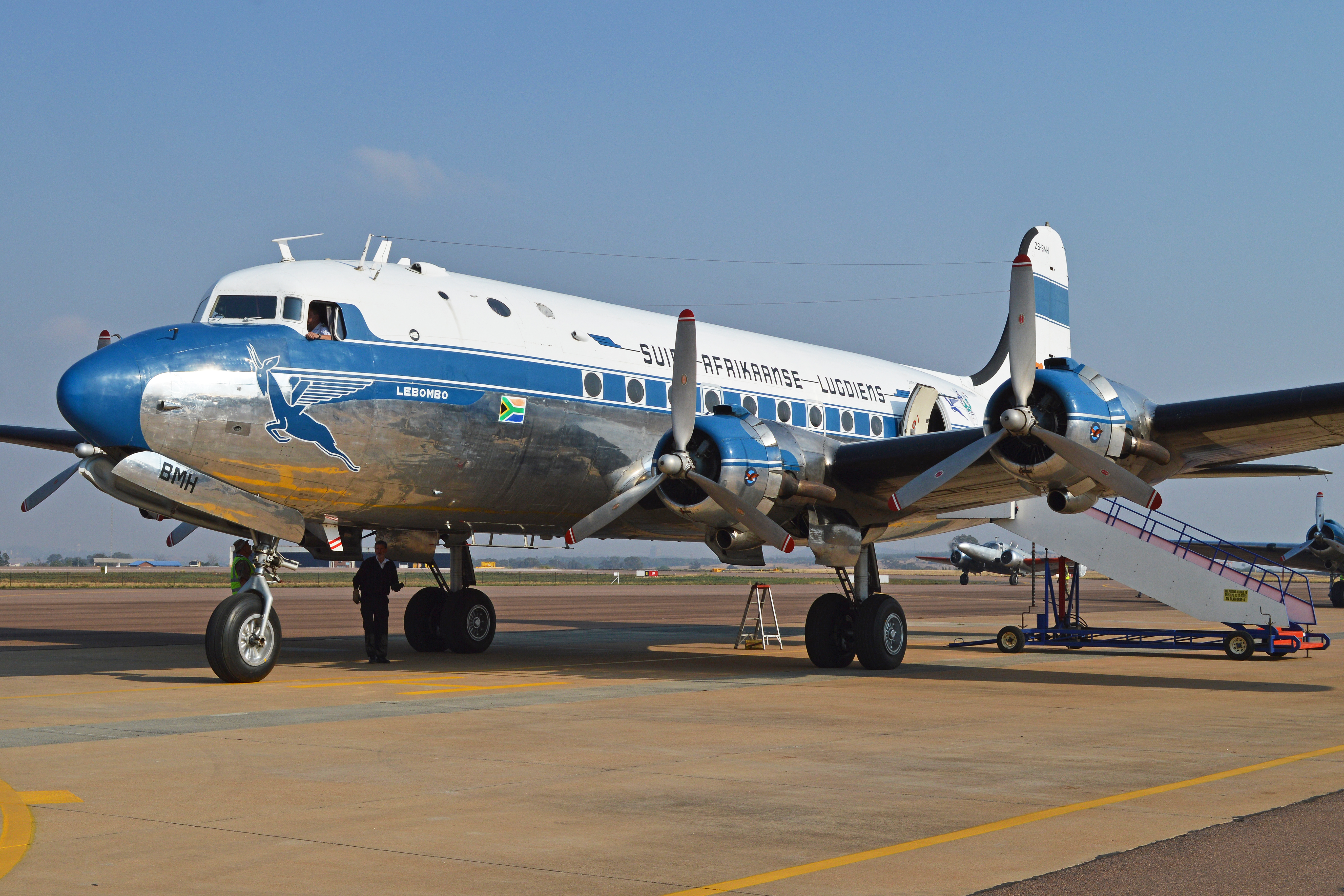
Een Douglas DC4 met als opschrift Suid-Afrikaanse Lugdiens

South African Airways (SAA) of Suid-Afrikaanse Lugdiens (SAL); (IATA Code: SA, ICAO Code: SAA, Callsign: Springbok) is de grootste luchtvaartmaatschappij van Zuid-Afrika. Het huidige kleurenschema werd in 1997 geïntroduceerd. Hiermee verdween het tot dan toe vertrouwde springbok beeldmerk, dat werd vervangen door een zon, verwerkt in de Zuid-Afrikaanse vlag. Ook verscheen het Engelstalige "South African" op de zijkant van de vliegtuigen ten koste van de naam "Suid-Afrikaanse Lugdiens". Deze naam wordt echter nog wel gebruikt door Afrikaanstaligen.
De maatschappij heeft twee dochterondernemingen, South African Airlink en South African Express, die gezamenlijk een uitgebreid binnenlands netwerk vormen. De hubs van deze gezamenlijke maatschappijen liggen in Johannesburg, Kaapstad en Durban.
South African Airways trad op 10 april 2006 officieel toe als volwaardig lid van de Star Alliance.

## Bestemmingen
South African Airways voerde in 2018 vluchten uit naar de volgende bestemmingen.

### Binnenland
- Bloemfontein, Durban, Oost-Londen, George, Hoedspruit, Johannesburg, Kaapstad, Kimberley, Mala Mala, Margate, Mmabatho, Nelspruit, Phalaborwa, Pietermaritzburg, Pietersburg, Port Elizabeth, Richardsbaai, Mthatha, Upington.

### Afrika
- Abidjan, Accra, Blantyre, Dakar, Dar es Salaam, Entebbe, Harare, Kilimanjaro, Kinshasa, Lagos, Lilongwe, Luanda, Lubumbashi, Lusaka, Maputo, Mauritius, Nairobi, Ndola, Victoria Falls, Windhoek.

### Australië
- Perth

### Azië
- Hongkong.

### Europa
- Frankfurt am Main, Londen, München.

### Noord-Amerika
- New York, Washington D.C..

### Zuid-Amerika
- São Paulo

## Vloot
De vloot van South African Airways bestond op 23 mei 2016 uit de volgende 53 toestellen:
- 8 Airbus A319-100
- 12 Airbus A320-200
- 6 Airbus A330-200
- 8 Airbus A340-300
- 9 Airbus A340-600
- 2 Boeing 737-300 (in vrachtconfiguratie)
- 8 Boeing B737-800

## Ongevallen en incidenten
- Het grootste ongeval was in 1987 toen een Boeing 747-Combi met 159 passagiers aan boord in zee stortte ten zuidoosten van Mauritius. Het vluchtnummer was SAA 295. Er waren geen overlevenden. Het ongeluk was te wijten aan een brand in het achterste laadruim.